# Петријево
Петријево је приградско насељено место града Смедерева у Подунавском округу. Према попису из 2022. има 1363 становника (према попису из 2011. било је 1451 становника).

## Историја
Петријево се налази југозападно од Смедерева. Село није одувек било на данашњем месту. Раније је било северније, ближе Смедереву, и то се место зове Старо Петријево. У Старом Петријево се и данас наилазина трагове од старина, а у близини места где је била стара црква има трагова од калдрме, затим плоча и др. Предање на каже да је са те старе цркве преношен камен за цркву у Коларима. Село је на данашње место премештено по наређењу књаза Милоша. Веле да да је књаз Милош наредио да се село премести на данашње место због тога, што је било близу Смедерева и што су његови становници имали мали потес.
Петријево се помиње у арачким списковима из првих десетина 19 века и имало је 1818. године 17 а 1822. 13 кућа

Године 1846. село је имало 26 кућа а по попису из 1921. године у селу је било 112 кућа са 625 становника.

Најстарије породице

Најстарије породице: Недељковићи (данас имају разна презимена) чији предак дошао из Црне Горе, одакле је побегао због убиства и наставио се прво у Старом Петријеву, па га је кнез Милош преместио на данашње место; Крстићи, чији је деда дошао из Дупљана (лесковачки) најпре у Смедерево, одакле је бежао „преко“ После 1815. год. вратио се натраг и настанио у Старо Петријево, одакле га је књаз Милош преселио у данашње Петријево; Савићи, чији је дед са два брата због глади дошао из Црне Горе; Радосављевићи (Лудајући) чији је прадед Радосав дошао из Јасике (Темнић) и Јанковићи старином од Пећи. (подаци крајем 1925. године).

## Демографија
У насељу Петријево живи 1157 пунолетних становника, а просечна старост становништва износи 40,9 година (39,8 код мушкараца и 42,1 код жена). У насељу има 418 домаћинство, а просечан број чланова по домаћинству је 3,47.
Ово насеље је великим делом насељено Србима (према попису из 2002. године).
|  |

| Демографија | Демографија | Демографија |
| Година      | Становника  | Становника  |
| ----------- | ----------- | ----------- |
| 1948.       | 737         |             |
| 1953.       | 777         |             |
| 1961.       | 732         |             |
| 1971.       | 680         |             |
| 1981.       | 898         |             |
| 1991.       | 1.085       | 1.040       |
| 2002.       | 1.093       | 1.203       |
| 2011.       | 1.451       |             |
| 2022.       | 1.363       |             |

| Етнички састав према попису из 2002.‍ | Етнички састав према попису из 2002.‍ | Етнички састав према попису из 2002.‍ | Етнички састав према попису из 2002.‍ | Етнички састав према попису из 2002.‍ |
| ------------------------------------ | ------------------------------------ | ------------------------------------ | ------------------------------------ | ------------------------------------ |
|                                      |                                      |                                      |                                      |                                      |
| Срби                                 | Срби                                 |                                      | 1.050                                | 96,06%                               |
| Македонци                            | Македонци                            |                                      | 7                                    | 0,64%                                |
| Југословени                          | Југословени                          |                                      | 4                                    | 0,36%                                |
| Мађари                               | Мађари                               |                                      | 2                                    | 0,18%                                |
| Црногорци                            | Црногорци                            |                                      | 1                                    | 0,09%                                |
| Хрвати                               | Хрвати                               |                                      | 1                                    | 0,09%                                |
| непознато                            | непознато                            |                                      | 28                                   | 2,56%                                |

| Година пописа     | 1948. | 1953. | 1961. | 1971. | 1981. | 1991. | 2002. |
| ----------------- | ----- | ----- | ----- | ----- | ----- | ----- | ----- |
| Број домаћинстава | 153   | 160   | 175   | 178   | 250   | 310   | 321   |

| Број чланова      | 1  | 2  | 3  | 4  | 5  | 6  | 7 | 8 | 9 | 10 и више | Просек |
| ----------------- | -- | -- | -- | -- | -- | -- | - | - | - | --------- | ------ |
| Број домаћинстава | 42 | 73 | 51 | 74 | 44 | 26 | 9 | 1 | 1 | 0         | 3,40   |

| Пол    | Укупно | Неожењен/Неудата | Ожењен/Удата | Удовац/Удовица | Разведен/Разведена | Непознато |
| ------ | ------ | ---------------- | ------------ | -------------- | ------------------ | --------- |
| Мушки  | 441    | 115              | 288          | 20             | 12                 | 6         |
| Женски | 471    | 83               | 286          | 86             | 16                 | 0         |
| УКУПНО | 912    | 198              | 574          | 106            | 28                 | 6         |

| Пол    | Укупно                    | Пољопривреда, лов и шумарство | Рибарство                            | Вађење руде и камена | Прерађивачка индустрија       |
| ------ | ------------------------- | ----------------------------- | ------------------------------------ | -------------------- | ----------------------------- |
| Мушки  | 208                       | 41                            | 0                                    | 0                    | 68                            |
| Женски | 124                       | 27                            | 0                                    | 0                    | 20                            |
| УКУПНО | 332                       | 68                            | 0                                    | 0                    | 88                            |
| Пол    | Производња и снабдевање   | Грађевинарство                | Трговина                             | Хотели и ресторани   | Саобраћај, складиштење и везе |
| Мушки  | 11                        | 20                            | 15                                   | 4                    | 11                            |
| Женски | 0                         | 0                             | 21                                   | 5                    | 2                             |
| УКУПНО | 11                        | 20                            | 36                                   | 9                    | 13                            |
| Пол    | Финансијско посредовање   | Некретнине                    | Државна управа и одбрана             | Образовање           | Здравствени и социјални рад   |
| Мушки  | 1                         | 5                             | 5                                    | 5                    | 7                             |
| Женски | 1                         | 6                             | 7                                    | 12                   | 17                            |
| УКУПНО | 2                         | 11                            | 12                                   | 17                   | 24                            |
| Пол    | Остале услужне активности | Приватна домаћинства          | Екстериторијалне организације и тела | Непознато            | Непознато                     |
| Мушки  | 6                         | 0                             | 0                                    | 9                    | 9                             |
| Женски | 1                         | 0                             | 0                                    | 5                    | 5                             |
| УКУПНО | 7                         | 0                             | 0                                    | 14                   | 14                            |

### Коришћена Литература
- Извор Монографија Подунавске области 1812-1927 саставио Др, Владимир Марган бив. Председник Обласног одбора Комесар Обласне Самоуправе, објавјено (1927)„Напредак Панчево“
- „Летопис“: Подунавска места и обичаји Марина (Беч 1999).
- Летопис период 1812–2009. Саставио од Писаних трагова, Летописа, по предању места у Јужној Србији, места и обичаји настанак села ко су били Досељеници чиме се бавили мештани
- Напомена

У уводном делу аутор је дао кратак историјски преглед овог подручја од праисторијских времена до стварање државе Краљевине Срба, Хрвата и Словенаца. Највећи прилог у овом делу чине ,»Летописи« и трудио се да не пропусти ниједну важну чињеницу у прошлости описиваних места.
Иначе Монографија Подунавске области (Панчево, 1929) коју је саставио др Владимир Марган сачињена је од три дела и представља и данас једно од незаобилазних дела за проучавање Србије и Баната.
Написали су најбољи познаваоци појединих тема и проблема – истакнути историчари, професори универзитета, директори школа, сеоски начелници, економисти, инжињери, социолози, лекари, црквена лица, правници, кустосии библиотекари. Укупно 61 аутор. 

Стављајући данашњим читаоцима на увид ово дело, које се први пут појављује у овом облику, верујемо да ћемо задовољити већ доста раширен интерес за проучавање прошлости наших насеља.